# Mweelrea
Mweelrea ou Cnoc Maol Réidh (la « colline grise chauve ») est une montagne de la chaîne des Mweelrea mountains ou Sleibhte Cnoc Maol Réidh située dans le comté de Mayo, en république d'Irlande. Culminant à une hauteur de 814 mètres, il domine le fjord de Killary Harbour.

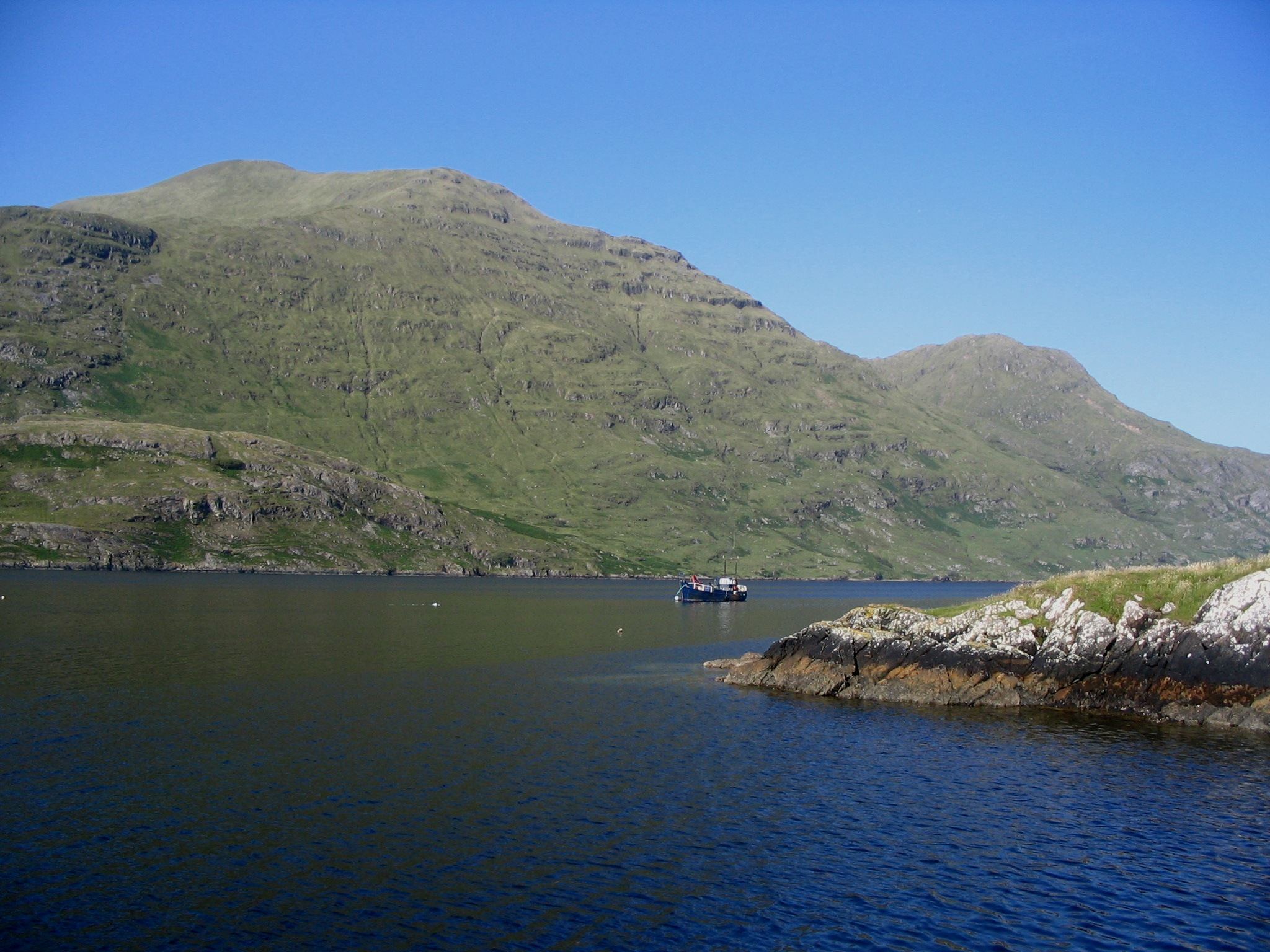
Mweelrea depuis Rosroe Quay et Killary Harbour.